# بختاور خان محمد
بختاور خان محمد، أو ببساطة بختاور، (بالفارسية: بختورخان محمد، ولد عام 1620 في بلاد فارس؛ وتوفي في 19 فبراير 1685 بالقرب من دلهي) كان مؤرخًا فارسيًا وشاعرًا ومسؤولًا ومستشارًا شخصيًا للملك في بلاط سلطانمغول الهند أورنكزيب. 
يُعد كتابه "مرآة العالم" خلاصة تاريخية مقسمة إلى مقدمة، وسبعة أجزاء، وملحق ، وخاتمة. يشتهر الكتاب بجزءه السابع، الذي ينقسم إلى ثلاثة أقسام؛ وهو أحد أهم المصادر الأولية للتاريخ السياسي للسنوات العشر الأولى من فترة أورن;زيب وكذلك للتاريخ الفكري والثقافي للعصر.

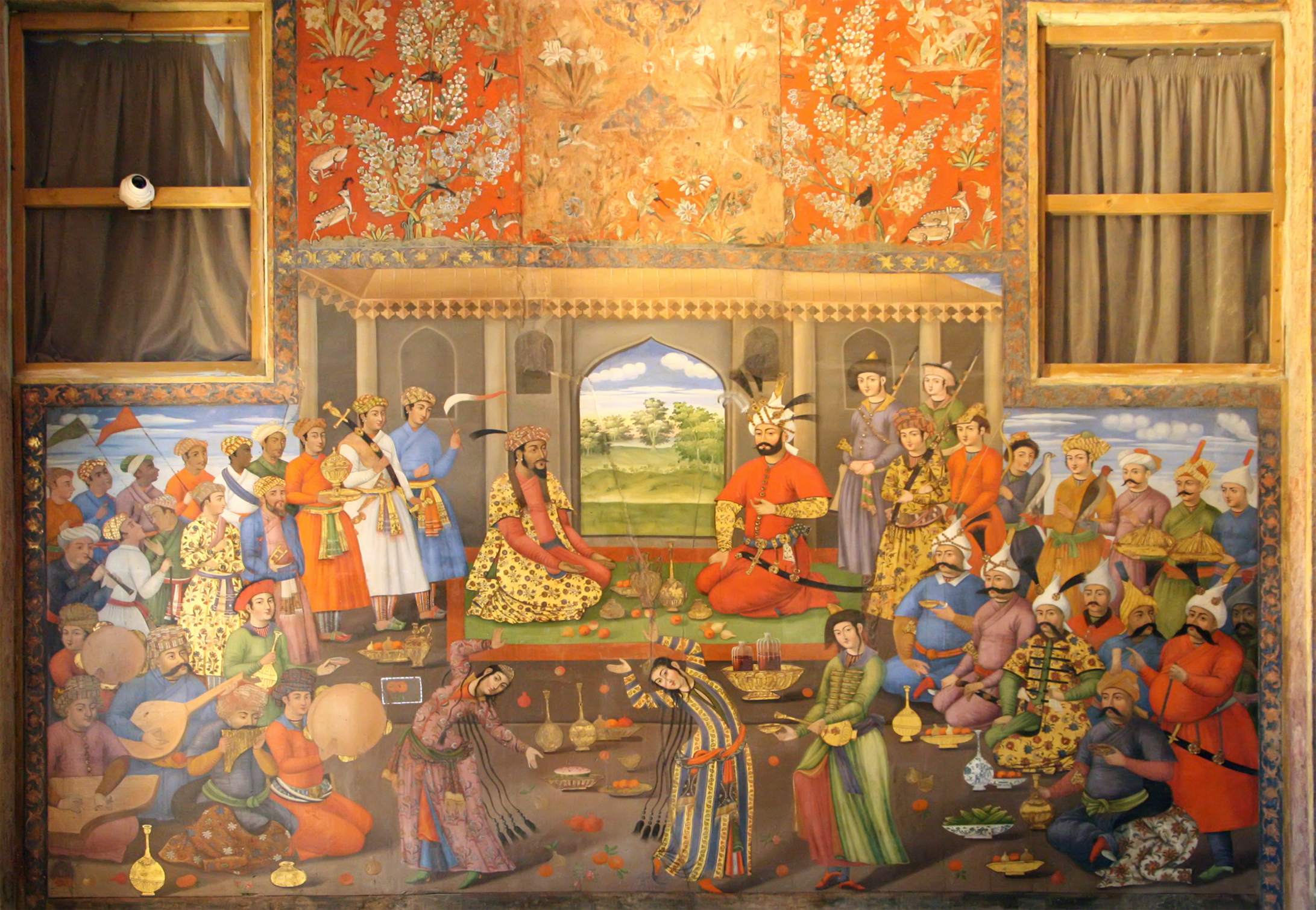
سلطان مغول الهند همايون في بلاط شاه بلاد فارس طهماسب الأول خلال الاحتفال بعيد النوروز بالموسيقى والرقص والشعر وشرب النبيذ.

## النشأة
مثل العديد من الشعراء والتجار والنبلاء الفرس في العصر الحديث المبكر، هاجرت عائلة باختاوار من بلاد فارس إلى سلطنة مغول الهند،  حيث كان هناك طلب كبير على الناطقين بالفارسية على وجه الخصوص في بلاط مغول الهند وكانوا يشكلون جزءًا مهمًا من النبلاء. 

## الأدب
- س. س. ألفي، "مؤرخو أورانغزيب: دراسة مقارنة لثلاثة مصادر أولية"، مقالات عن الحضارة الإسلامية، محرر. دي بي ليتل، ليدن، 1976، ص. 57–73.
- بختاور خان، مرآة العالم: تاريخ الإمبراطور أورنغزيب علمجير، محرر. إس إس ألفي، الأول والثاني، لاهور، 1979.
- إتش إم إليوت، تاريخ الهند كما رواها مؤرخوها، محرر. ج. داوسون، لندن، 1877، المجلد الثامن، ص. 150–53.
- مستعيد خان، معاصر عالمجيري، م. ترجمة جادوناث ساركار، كلكتا، 1947، ص. 59، 61، 142، 155.
- محمد أفضل صاروش، كلمات الشعراء، لاهور، الثاني، ص. 25–26. EI 2 I، ص. 954.
- ريو، بيرس. رجل. أنا، ص. 124-27؛ الجزء الثالث، ص. 890-91، 975.
- ستوري، الأول، ص. 132-33، 517، 1012.